# 권성현 (축구 선수)
권성현(2001년 2월 22일 ~ )은 대한민국의 축구 선수로, 포지션은 수비형 미드필더이다. 2020년 현재 K리그2 충남 아산 FC 소속이다.

## 축구인 경력
권성현은 보인고등학교 축구부 출신으로, K리그2 2020 시즌을 앞두고 제주 유나이티드 FC와 프로 계약을 체결하였다.